# Aleurovitreus insignis
Aleurovitreus insignis là một loài côn trùng cánh nửa trong họ Aleyrodidae, phân họ Aleyrodinae.
Aleurovitreus insignis được Bondar miêu tả khoa học đầu tiên năm 1923.